# 自動馬格南II型半自動手槍
AMT自動馬格南II型（英語：AMT AutoMag II；AutoMag，意為：「自動馬格南」；II，罗马数字，意為：2）是一款由美国槍械製造商阿卡迪亞機器和工具公司（英語：Arcadia Machine and Tool，簡稱：AMT）所研製和生產的大型單動操作型半自動手槍。發射.22溫徹斯特馬格南凸緣彈型子彈。同樣發射這種馬格南子彈的半自動手槍就只有格倫德爾P30和Kel-Tec最新推出的PMR-30。

## 歷史和設計
在1999年，總部位於加州的槍械製造商阿卡迪亞機器及工具公司（簡稱：AMT）曾經被提出訴訟。該年5月加州政府提出訴訟。6月，新泽西州纽瓦克市政府起訴AMT與其他28個製造商和經銷商，面對越來越多的法律費用，AMT在不後以久就歇業。最近，總部位於得克萨斯州休斯敦的十字軍槍械集團有限公司（英語：Crusader Group Gun Company），從Galena Industries收購了其品牌與十字軍槍械集團的高標（英語：High Standard）槍械一起行銷。
在設計自動馬格南時，有一個具挑戰性的數字工程，以設計一把可以克服.22溫徹斯特馬格南凸緣彈型膛壓的自動裝填手槍。最大的挑戰是抽殼方面的問題。抽殼方面的問題是由於.22溫徹斯特馬格南凸緣式彈型子彈裝藥的燃燒速度較緩慢（為了增加燃燒時間，以較高膛壓使彈頭的槍口初速較高），可能導致開槍後彈殼口膨脹而在卡在槍膛內，無法退殼。為了克服了這個問題，AMT在膛室內部90度鑽了18個孔，並在槍膛外焊接一個套筒。這使得後方的第一排孔會將少量多餘的高壓火藥燃氣從前方的第二排孔排離，從而減輕壓力，防止彈殼卡膛。
槍管上方不鏽鋼套筒上有兩個大型開孔，設計上類似貝瑞塔M9手槍（貝瑞塔92手槍的美軍版本），以促進更好的冷卻槍管和排出失效的廢黃銅彈殼（更大可能的假設就是這樣設計只是為了大幅減少套筒行程，以便其後座作用操作保持正常）。由於全槍是由不銹鋼所製成，使得鐵鏽方面不成大問題。

## 資料來源
- （英文）—Ian's AMT Information site

## 外部連結
- （英文）—High Standard Firearms （页面存档备份，存于）
- （英文）—Modern Firearms—AMT Automag II III IV and V pistols （页面存档备份，存于）